# Horst Schiller
Horst Schiller (* 6. Dezember 1926) war ein Berliner Fußballspieler. In den 1950er-Jahren spielte er für Lichtenberg 47 und Motor Oberschöneweide in der DDR-Oberliga, der höchsten Liga im DDR-Fußball.

## Sportliche Laufbahn
Nachdem die bisher gesamtberliner Stadtliga für 1950/51 die Einführung des Vertragsspielersystem angekündigt hatte, zog der ostdeutsche Sportausschuss alle Ost-Berliner Mannschaften aus der Stadtliga zurück und gliederte sie in den DDR-Fußballbetrieb ein. Die drei besten Mannschaften wurden in die DDR-Oberliga übernommen, unter ihnen war der Sportclub Lichtenberg 47. Der bisherige Berliner Zweitligist ging mit fast unverändertem Spieleraufgebot in die Saison 1950/51, neben anderen auch mit dem 23-jährige Horst Schiller. Er entwickelte sich als Stürmer zum besten Spieler der Lichtenberger mit 33 Einsätzen bei 34 ausgetragenen Oberligaspielen und mit zwölf Toren als Torschützenkönig des Sportclubs, der am Saisonende absteigen musste.
Horst Schiller wechselte daraufhin innerhalb Ost-Berlins zum Oberligisten Motor Oberschöneweide. Auch dort spielte er hauptsächlich im Angriff, wurde aber zum Saisonende auch im Mittelfeld eingesetzt. Von den 36 Punktspielen der Spielzeit 1951/52 verpasste er nur vier Partien und war mit acht Toren wieder ein treffsicherer Schütze. 1952/53 kam er nur auf vier Tore und fehlte bei 32 Punktspielen fünfmal. Anschließend musste Schiller mit seiner Mannschaft erneut absteigen.
Er blieb Motor Oberschönhausen jedoch treu und spielte dort zunächst 1953/54 und 1954/55 in der zweitklassigen DDR-Liga. Während er 1953/54 erst vom 11. Spieltag an eingesetzt wurde und nur 15 Ligaspiele bestritt, war er in der folgenden Spielzeit von Beginn an Stammspieler. Zunächst war er wieder Stürmer auf verschiedenen Positionen, wechselte dann aber in der Rückrunde ins Mittelfeld. Mit seinen acht Toren war er 1954/55 zweitbester Torschütze der Mannschaft aus Oberschöneweide, die im Februar 1955 als SC Motor Berlin antrat.
Nachdem Schiller in zwei DDR-Liga-Spielzeiten 40 Punktspiele bestritten hatte, stieg er zum dritten Mal in seiner Karriere ab. Er spielte noch bis einschließlich 1956 (Kalenderjahr-Spielzeit) für den SC Motor Berlin. Zur Saison 1957 wechselte er zur Betriebssportgemeinschaft (BSG) Chemie Grünau-Schmöckwitz in der zu dieser Zeit viertklassigen Ost-Berliner Stadtliga. Als Spielertrainer (bis 1959) verhalf er ihr sofort zum Aufstieg in die II. DDR-Liga. Als Trainer betreute Schiller die BSG Chemie als Drittligist noch bis 1960. Danach trainierte er den Berliner Stadtligisten BSG Turbine BEWAG und von der Saison 1967/68 an die Stadtklasse-Mannschaft der BSG Post Berlin.